# Pin Ups
Pin Ups es el séptimo álbum de estudio y único álbum homenaje del músico inglés David Bowie, se lanzó el 19 de octubre de 1973 por medio de RCA Records y contiene versiones glam rock y protopunk de varias bandas británicas de los 60, entre ellas The Pretty Things, The Who, The Yardbirds y Pink Floyd.
El disco se grabó entre julio y agosto de 1973 en el Castillo de Hérouville, Francia, poco después del Ziggy Stardust Tour.
Fue la última grabación de Bowie con Ken Scott como coproductor y contó con la participación del guitarrista Mick Ronson y el bajista Trevor Bolder, ambos miembros de su banda de apoyo The Spiders From Mars. La portada del álbum incluye a Bowie y la supermodelo Twiggy, la fotografía se tomó en París y era originalmente para la revista Vogue.
Pin Ups, que se lanzó a seis meses de Aladdin Sane y solo con un sencillo principal —«Sorrow» de The Merseys—, fue un éxito comercial y lideró la UK Albums Chart. Por otra parte, la crítica en general catalogó a sus versiones como inferiores a las originales. Retrospectivamente los críticos lo reseñaron como irregular, o que su ejecución fue pobre respecto a su conceptualización. Algunas publicaciones musicales lo describen como uno de los mejores álbumes tributo, y biógrafos de Bowie lo definen como un experimento en la nostalgia. Pin Ups se reeditó en varias ocasiones y se remasterizó por última vez en 2015 para su inclusión en la caja recopilatoria Five Years (1969–1973).

## Concepto
Según el coproductor Ken Scott, el LP se concibió originalmente como "un completo opuesto a los otros álbumes de Bowie", compuesto de versiones de canciones y una canción original, y principalmente se dirigió al mercado estadounidense ya que "quería hacer canciones que no se conocían tan bien en los Estados como lo fueron en Inglaterra", pero finalmente el plan se abandonó. Pin Ups fue el primero de dos álbumes de "nostalgia de los '60" que Bowie había planeado lanzar. El segundo, que se planeó llamar "Bowie-ing Out", habría contenido a Bowie realizando versiones de sus artistas estadounidenses favoritos, pero nunca se grabó. Bowie también aparentemente había considerado hacer una secuela de Pin Ups: compiló una lista de canciones que quería versionar, algunas de las cuales aparecieron en sus últimos lanzamientos de Heathen (2002) y Reality (2003). 

En la contratapa del disco, Bowie, con sus propias palabras y escrito desde su mano, describe Pin Ups como: 
Estas canciones se encuentran entre mis favoritas del período '64 -67 'de Londres. / La mayoría de los grupos estaban tocando en el Ricky-Tick (¿era una 'Y' o una 'i'?) -Scene Club Circuit (Marquee, eel pie island la-la). / Algunos todavía están con nosotros. / Pretty Things, Them, Yardbirds, Syd's Pink Floyd, Mojos, Who, Easybeats, Merseys, The Kinks. / ¡Los amo!

## Arte de tapa
La mujer en la portada con Bowie es la supermodelo Twiggy de la década de 1960 en una fotografía tomada por su entonces gerente Justin de Villeneuve. Fue tomada en París para la revista Vogue, pero a petición de Bowie fue utilizada para el álbum.

## Lista de canciones
Lado A

| N.º | Título                                                       | Escritor(es)                                                          | Duración |  |
| 1.  | «Rosalyn» (Originalmente grabada por The Pretty Things)      | Jimmy Duncan, Bill Farley                                             | 2:27     |  |
| 2.  | «Here Comes the Night» (Notablemente grabada por Them)       | Bert Berns                                                            | 3:09     |  |
| 3.  | «I Wish You Would» (Notablemente grabada por The Yardbirds)  | Billy Boy Arnold                                                      | 2:40     |  |
| 4.  | «See Emily Play» (Originalmente grabada por Pink Floyd)      | Syd Barrett                                                           | 4:03     |  |
| 5.  | «Everything's Alright» (Originalmente grabada por The Mojos) | Nicky Crouch, John Konrad, Simon Stavely, Stuart James, Keith Karlson | 2:26     |  |
| 6.  | «I Can't Explain» (Originalmente grabada por The Who)        | Pete Townshend                                                        | 2:07     |  |

Lado B
| N.º | Título                                                                     | Escritor(es)                                    | Duración |  |
| 7.  | «Friday on My Mind» (Originalmente grabada por The Easybeats)              | George Young, Harry Vanda                       | 3:18     |  |
| 8.  | «Sorrow» (Notablemente grabada por The Merseybeats)                        | Bob Feldman, Jerry Goldstein, Richard Gottehrer | 2:48     |  |
| 9.  | «Don't Bring Me Down» (Originalmente grabada por The Pretty Things)        | Johnnie Dee                                     | 2:01     |  |
| 10. | «Shapes of Things» (Originalmente grabada por The Yardbirds)               | Paul Samwell-Smith, Jim McCarty, Keith Relf     | 2:47     |  |
| 11. | «Anyway, Anyhow, Anywhere» (Originalmente grabada por The Who)             | Roger Daltrey, Pete Townshend                   | 3:04     |  |
| 12. | «Where Have All the Good Times Gone» (Originalmente grabada por The Kinks) | Ray Davies                                      | 2:35     |  |

Pistas adicionales (1990 Rykodisc/EMI)

| N.º | Título | Escritor(es)              | Duración |  |
| 1.  | «Growin' Up» (Inédita; proveniente de las sesiones de Diamond Dogs. Originalmente grabada por Bruce Springsteen)                         | Bruce Springsteen         | 3:26     |  |
| 2.  | «Port of Ámsterdam» (Lado B del sencillo Sorrow; originalmente grabado en francés por Jacques Brel, traducido al inglés por Mort Shuman) | Jacques Brel, Mort Shuman | 3:19     |  |

## Lanzamientos en CD
Pin Ups se lanzó por primera vez en CD a través de RCA; siendo remasterizado dos veces desde entonces. La primera en 1990 por Rykodisc/EMI, con dos pistas adicionales y nuevamente en 1999 por EMI/Virgin Records (sin pistas adicionales).

## Personal
- David Bowie– voz, guitarra, saxofón tenor y alto, armónica, arreglos, coros, Moog modular.[1]
- Mick Ronson – guitarra, piano, voz, arreglos.[1]
- Trevor Bolder – bajo
- Aynsley Dunbar – batería

### Personal adicional
- Mike Garson – piano, órgano, clavicordio, piano electrónico.[1]
- Ken Fordham – saxofón barítono
- G.A. MacCormack – coros
- Ron Wood – guitarra en "Growin' Up"

### Personal de producción
- David Bowie – productor
- Ken Scott – productor
- Dr. Toby Mountain – ingeniero (1990)
- Jonathan Wyner – ingeniero (1990)
- Peter Mew – ingeniero (1999)
- Nigel Reeve – ingeniero (1999)

## Posicionamiento
Álbum
| Chart (1973-74)                              | Posición |
| -------------------------------------------- | -------- |
| Australia (Go-Set)                           | 2        |
| Países Bajos (Album Top 100)                 | 6        |
| Finnish Albums (Suomen virallinen lista)     | 4        |
| Italian Albums (Musica e dischi)             | 7        |
| French Albums (SNEP)                         | 6        |
| Spanish Albums (Promusicae)                  | 3        |
| Noruega (VG-lista)                           | 8        |
| Swedish Albums (Sverigetopplistan)           | 1        |
| Reino Unido (UK Albums Chart)                | 1        |
| Yugoslavian Albums (Radio TV Revue & Studio) | 8        |
| US Billboard Top LPs & Tape                  | 23       |

Sencillo
| Año  | Sencillo | Lista               | Posición |
| ---- | -------- | ------------------- | -------- |
| 1973 | "Sorrow" | UK Singles Chart    | 3        |
| 1973 | "Sorrow" | Australia           | 1        |
| 1973 | "Sorrow" | Nueva Zelanda       | 1        |
| 1973 | "Sorrow" | Sudáfrica           | 1        |
| 1973 | "Sorrow" | Irlanda             | 2        |
| 1973 | "Sorrow" | Bélgica             | 7        |
| 1973 | "Sorrow" | Francia             | 7        |
| 1973 | "Sorrow" | España (Los 40)     | 7        |
| 1973 | "Sorrow" | Esapaña Superventas | 14       |

## Certificaciones
| Organización      | Nivel | Fecha                  |
| ----------------- | ----- | ---------------------- |
| BPI – Reino Unido | Oro   | 1 de noviembre de 1973 |